# رسالة الإرشاد إلى بيان الحق في حكم الجهاد
رسالة الإرشاد إلى بيان الحق في حكم الجهاد هو كتاب في أحكام الجهاد في سبيل الله، ألفه أحمد بن يحيى النجمي (1346 هـ 1928 – 1429 هـ 2008) , وهو عبارة مبحث في حكم الجهاد هل هو فرض عين أم فرض كفاية وايراد الأدلة من القران الكريم والسنة النبوية على أنه فرض كفاية .
وقد قسم المؤلف كتابه إلى عدة فصول:
- فصل : حكم الجهاد هل هو فرض عين أو فرض كفاية .
- فصل : بيان أقوال أهل العلم في حكم الجهاد هل هو فرض عين أو فرض كفاية .
- فصل : الاستئذان من الابوين .
- فصل : ذكر أقوال أهل العلم في هذه المسألة .
- فصل : الرد على من يقول الاستئذان لا يجب إلا إذا كان الولد وحيد أبويه .
- فصل : المواضع التي يتعين فيها الجهاد .
- فصل : الرد على من يقول: إن الجهاد فرض عين .
- فصل : هل الجهاد مقدم على الصلاة والصيام .
- فصل : فضل الشهادة .

يقول أحمد بن يحيى النجمي في مقدمة كتابه:
| رسالة الإرشاد إلى بيان الحق في حكم الجهاد | ثم إني أشكر االله على ما وفقني إليه من بيان للحق بالأدلة الشرعية في حكم الجهاد الذي ظل خافيا على كثير من الشباب برهة من الزمن؛ حيث زعم لهم أن َّ الجهاد قد تحول حكمه في هذا الزمن من فرض كفاية إلى فرض عين وقد بينت بفضل من االله وتوفيق منه بطلان هذا الادعاء من وجوه عدة، وأجبت على الشبه التي ربما انطلت على من ضعف إلمامه بالنصوص الشرعية، فظهر الكتاب على صغر حجمه وهو كتاب رسالة الإرشاد إلى بيان الحق في حكم الجهاد# مقنعا لمن وفقه االله في هذا الحكم إلى حد كبير ولمن قرأه بتجرد فأسأل االله َّجل شأنه أن ينفع به وأن يجعله ذخرا لي يوم لقاه | رسالة الإرشاد إلى بيان الحق في حكم الجهاد |